# 阿里山山脈
阿里山山脈為台灣五大山脈之一，位於玉山山脈西方，兩座山脈隔著陳有蘭溪與楠梓仙溪遙相呼應。阿里山山脈北起南投縣濁水溪南岸的鹿谷鄉秀峰村，南抵高雄市燕巢區的雞冠山（或小港區鳳鼻頭）。稜脈大致呈現北北東往南南西的走向，長約225公里，平均高度二千五百公尺。
阿里山山脈是台灣位於西部衝上斷層山地南段之山脈，為林朝棨沿用富田芳郎對台灣地理分區方法，將西部衝上斷層山地分成南段、北段，濁水溪以南稱為「阿里山山脈」。

## 形成
阿里山山脈的岩層大多由地質年代較為年輕的砂岩、頁岩和砂頁岩互層所組成。

## 分布區域
阿里山山脈呈現東北－西南走向，包括其西端丘陵地區在內，分布範圍廣達南投縣、雲林縣、嘉義縣、嘉義市、台南市、高雄市等6縣市之38個鄉鎮市區。其中以南投縣、嘉義縣、高雄市境內的山勢最險峻，海拔最高。
- 南投縣：竹山鎮、鹿谷鄉、水里鄉及信義鄉等4鄉鎮。
- 雲林縣：林內鄉、斗六市及古坑鄉等3鄉市。
- 嘉義縣：大林鎮、民雄鄉、竹崎鄉、梅山鄉、阿里山鄉、大埔鄉、番路鄉、中埔鄉及水上鄉等9鄉鎮。
- 嘉義市：東區。
- 台南市：白河區、東山區、柳營區、六甲區、官田區、大內區、玉井區、楠西區、山上區、新化區、關廟區、龍崎區、左鎮區及南化區等14區。
- 高雄市：那瑪夏區、甲仙區、杉林區、旗山區、內門區、田寮區及燕巢區等7區。

## 主要山峰
阿里山山脈並無超過三千公尺以上的山峰，故在百岳榜上名落孫山，但東側由於有大斷層通過，造成了東坡陡、西坡緩的地勢。由東側的溪谷眺望，阿里山山脈仍顯雄偉高大、氣勢非凡，與隔鄰三千公尺以上高山林立的玉山山脈對峙，依舊有著相互呼應的磅礡氣勢。
阿里山山脈至少有二十餘座高度超出二千公尺的山峰，依主稜線由北而南、副稜線由內而外分列如下：
- 嶺頭山（2,025公尺）
- 金甘樹山（2,091公尺）
- 五叉崙山（2,187公尺）
- 烏松坑山（2,268公尺）
  - 鹿屈山（2,288公尺）
  - 獅子頭山（2,104公尺）
- 松山（2,557公尺）
- 大塔山（2,663公尺）
  - 前塔山（2,484公尺）
  - 小塔山（2,136公尺）
- 對高岳（2,405公尺）
- 祝山（2,484公尺）
- 小笠原山（2,488公尺）
- 自忠山（兒玉山，2,606公尺）
  - 石山（2,682公尺）
  - 鹿林前山（2,862公尺）
    - 石水山（2,892公尺，最高峰）

  - 鹿林山（2,881公尺）
  - 麟趾山（2,854公尺，經塔塔加鞍部連接玉山山塊）
- 東水山（2,611公尺）--曾文溪之源頭。
- 北霞山（2,472公尺）
- 霞山（2,400公尺）
- 雞子山（2,398公尺）
- 脉脉山（2,322公尺）
  - 塔乃庫山（2,033公尺）
- 棚育山（2,065公尺）
- 棚機山（2,264公尺）

## 主要河川及水庫
發源自阿里山山脈的主要河川及其水庫如下：
- 北港溪：湖山水庫
- 朴子溪：內埔子水庫
- 八掌溪：仁義潭水庫、蘭潭水庫、鹿寮水庫
- 急水溪：白河水庫、德元埤水庫

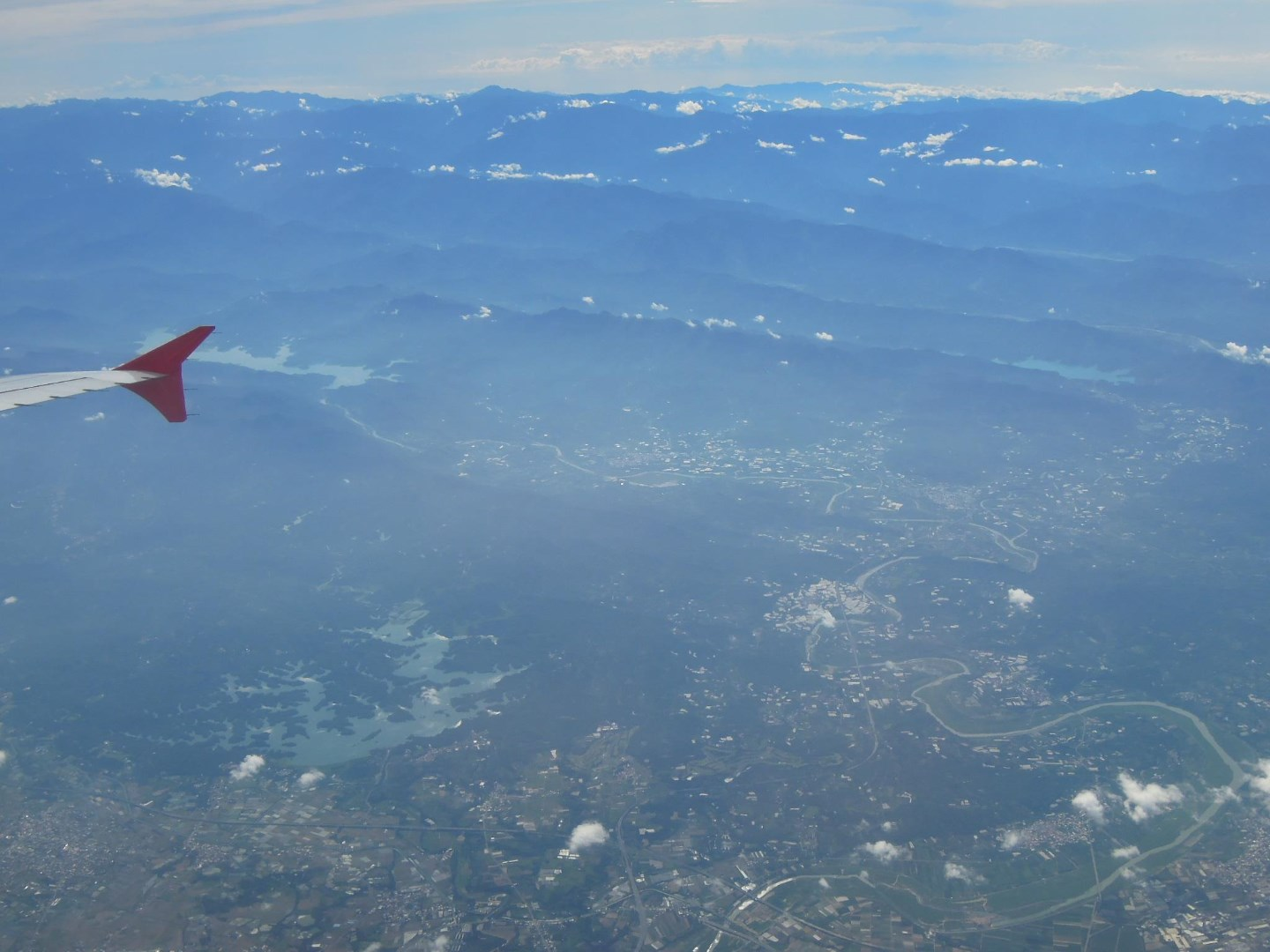
曾文水庫（左上方）與南化水庫（右）以阿里山山脈相隔。

- 曾文溪：曾文水庫、南化水庫、鏡面水庫、烏山頭水庫
- 鹽水溪：虎頭埤水庫、鹽水埤水庫
- 二仁溪
- 新虎尾溪